# Coniophora autumnalis
Coniophora autumnalis är en tvåvingeart som först beskrevs av Boris Mamaev 1961.  Coniophora autumnalis ingår i släktet Coniophora och familjen gallmyggor. Inga underarter finns listade i Catalogue of Life.